# 塞爾吉奧·奧利韋拉
塞爾吉奧·米格尔·雷尔瓦斯·德奧利韋拉（葡萄牙語：Sérgio Miguel Relvas de Oliveira；1992年6月2日—）是一位葡萄牙足球運動員，在場上的位置是中場，現效力於巴西足球甲級聯賽球會利斯菲。他曾代表葡萄牙國家足球隊參賽。

## 外部連結
- 塞爾吉奧·奧利韋拉於ForaDeJogo的個人資料
- Biography at Academia de Talentos （葡萄牙語）
- National team data （页面存档备份，存于） （葡萄牙語）